# Теракт в Петропавловском соборе
Террористический акт в Петропавловском соборе Санкт-Петербурга 29 мая 1998 года — преступление, совершённое бывшим сотрудником МВД Артуром Елисеевым.

## Предыстория преступления
Артур Елисеев ранее был сотрудником Петроградского районного управления внутренних дел. Однажды, участвуя в задержании вооружённого преступника, он был ранен и после этого по состоянию здоровья был переведён служить кинологом. Через некоторое время Елисееву в результате врачебной ошибки ампутировали правую ногу выше колена. После этого он был уволен со службы, от него ушла жена, о нём всё реже вспоминали былые друзья, он жил в комнате коммунальной квартиры.
Елисеев решил отомстить обществу, сделавшему его изгоем. Для этого в аптеках и на рынках Санкт-Петербурга он купил компоненты взрывного устройства и собрал из них бомбу. Она была помещена в рюкзак, который висел на спине у Елисеева, и должна была приводиться в действие с помощью натягивающегося шнура.

## Теракт
29 мая 1998 года Елисеев вошёл в здание собора Святых Петра и Павла в Петропавловской крепости и, подойдя к милицейскому пикету, заявил, что он террорист, у него есть бомба, и потребовал себе прямой эфир на радиостанции «Балтика FM». Он заявил, что имеет информацию, компрометирующую действующий государственный строй и лично президента России Бориса Ельцина. Из собора были эвакуированы люди, Елисеев оставил в заложниках лишь одну сотрудницу милиции. Через некоторое время эфир был предоставлен, с Елисеевым на контакт вышла диктор радиостанции Вера Писаревская. Выступив по радио с изобличением «режима Бориса Ельцина», террорист сдался. Артур Елисеев был обезврежен и арестован группой захвата. В его рюкзаке нашли запал от гранаты РГД-5, к которому была привязана верёвка, бутылка с ацетоном и коробка из-под сока с аммоналом. По словам экспертов, эта самодельная бомба действительно представляла опасность для находившихся в соборе посетителей и самого здания.

## Следствие и суд
Артур Елисеев ни на следствии, ни на суде не раскаивался в содеянном, заявляя, что он просто психологически не способен раскаиваться. В феврале 1999 года Санкт-Петербургский городской суд приговорил Елисеева к 3,5 годам лишения свободы в тюрьме. Он абсолютно был равнодушен к своей дальнейшей судьбе, заявив в последнем слове:
…У меня нет ни жилья, ни работы, и мне всё равно, сколько времени я проведу за решёткой…

## Дальнейшая судьба участников событий
Артур Елисеев, сидя в тюрьме, написал книгу о своей жизни. Через два года после осуждения он был освобождён из мест лишения свободы по амнистии. После этого он вскоре пришёл в студию радиостанции «Балтика FM» и подарил Вере Писаревской свою книгу. Зимой 2009 года Артур Елисеев умер.